# Pink Venom
〈Pink Venom〉是韓國女子團體BLACKPINK作為第二張韓語正規專輯《BORN PINK》的先行曲，由YG娛樂與新視鏡唱片於2022年8月19日共同發行；这首歌被描述为一首融合了韩国传统乐器「玄鶴琴」的嘻哈歌曲，由泰迪和Danny Chung作詞，Ido、R. Tee和24作曲及編曲。
〈Pink Venom〉在商业上取得成功，并在告示牌全球二百强排行榜上连续两周位居榜首，成为她们在排行榜上的第一首单曲。在韩国，这首歌在告示牌的韩国歌曲排行榜上名列前茅，并在Circle數位單曲榜上排名第二。甚至成为第一首在澳大利亚ARIA单曲榜上登顶的K-POP组合歌曲，并在香港、印度、印度尼西亚、马来西亚、菲律宾、新加坡和台湾以及越南的排行榜上名列前茅；此外，伴随单曲发行的音乐视频同时上传到BLACKPINK的YouTube频道。它在24小时内获得了9040万次观看，成为2022年發布後24小时內最多觀看的音乐视频，並在釋出後29小時以後突破一億觀看次數，刷新了她們自身的紀錄。

## 概述
2022年7月6日，YG娛樂宣布BLACKPINK已完成專輯收錄曲目的錄製，且證實在7月中旬將拍攝音樂錄影帶，並於8月發布。唱片公司也證實她們將舉辦作為K-POP女團史上規模最大的世界巡迴演唱會。
8月1日，YG娛樂透過BLACKPINK的官方社群媒體帳號發布專輯預告影片，同時宣布專輯先行單曲於8月發行，9月發行專輯，10月展開巡迴演唱會；唱片公司之後也證實已拍攝兩部做為該專輯之收錄曲音樂錄影帶，據經紀公司YG娛樂透露，新歌MV砸下歷代以來最高的製作費用。

## 背景與發行
2022年8月8日，在慶祝了團體成立6週年時，官方也正式宣布將於8月19日發行先行曲〈Pink Venom〉。
在正式宣佈即將釋出單曲後，她們開始了為期2週的宣傳期，8月11日，在BLACKPINK官方社群媒體帳號公布成員個人概念照。
8月12日，釋出首波成員個人概念預告片，隔日，釋出第二波成員個人概念預告片。
8月14日，公布團體概念照，並於隔日釋出全員概念預告片，說明她們被困住於一個玻璃箱內。8月16日，官方宣布團體將於發行當日舉行倒數直播。
8月17日，釋出音樂錄影帶預告片。8月18日，公布倒數一天海報。8月19日上午0時，公布將回歸海報，下午12時，舉行倒數直播，下午1時，正式發行單曲以及音樂錄影帶，同時也在YouTube Shorts舉辦先行曲舞蹈挑戰的活動"#PinkVenomChallenge"。

## 製作
〈Pink Venom〉由泰迪·朴、Danny Chung作詞，泰迪、24、R. Tee、Ido作曲, 24、R. Tee、Ido編曲；这首歌被描述为一首嘻哈歌曲，融合了韩国传统乐器的使用，如玄琴；在乐谱方面，这首歌是用C大调以每分钟90拍的速度创作的；歌詞上，这首歌表达了BLACKPINK的自信和双重身份，既甜蜜又致命。在歌曲的标题上，JENNIE评论道：“由于‘粉红色’和‘毒液’有矛盾的形象，我们认为它们有点让人想起我们……它是粉红色的毒液，一种可爱的毒药，这是最能表达我们的歌词。”；其中歌词內更是插入了2005年蕾哈娜首张单曲〈Pon de Replay〉中的歌词“一个接一个，然后两个接两个”（英語：One by one, then two by two）。
製作團隊
- BLACKPINK – 主唱
- teddy – 作曲, 作詞
- 24 – 作曲, 编曲
- R. Tee – 作曲, 编曲
- Ido – 作曲, 编曲
- Danny Chung – 作词

由The Black Label監製。
歌词引用
- Rihanna - Lisa 歌唱部分, “One by one, then two by two”
- 50 cent - Lisa 饒舌部分, “Makes no sense, you couldn't get a dollar outta me”
- The Notorious B.I.G. - Jennie 歌唱部分, “Kick in the door, waving the coco”
- Taylor Swift - Rosé & Jisoo 歌唱部分，“Look what you made us do”

## 專業評價
| 評論得分 | 評論得分 |
| 來源     | 評分     |
| -------- | -------- |
| NME      | [ 31 ]   |

〈Pink Venom〉得到了音乐评论家的普遍好评：《纽约时报》的乔恩·卡拉曼尼卡（Jon Caramanica）说这首歌“有无政府状态的舒适感”，他补充说：“每四个小节，就会出现一种新方法——熟悉的K-POP弹性、松散的中东主题、华丽的摇滚、西海岸嘻哈等等。它存在于极简主义超越哲学走向美学的地方。”；《NME》的塔努·拉吉（Tanu I. Raj）称赞这首歌是“大胆、有把握的创作”和“她们新时代的一個充滿希望的預演”。；Lauren Puckett-Pope 为《Elle》撰稿说：“这首歌很吸引人，但很混乱，是说唱、浮动人声的令人迷惑的混合， 和一个反落差的合唱，歌词中有几个精选的彩蛋。”
《Pitchfork》的亞歷克斯·拉莫斯（Alex Ramos）說這首歌“以其誇張的風格和影響力給人留下深刻印象”，並讚揚了對1990年代和2000年代歌詞的引用；《滾石》將其列為2022年百大歌曲列表中的第35位，稱這首歌是“令人難以置信的有趣的 raising-hell 國歌，充滿了80年代的頭髮金屬魅力”。
| 發行單位       | 列表                                  | 排名   | 來源   |
| -------------- | ------------------------------------- | ------ | ------ |
| 告示牌         | 2022年最佳25首K-POP歌曲               | 4      | [ 36 ] |
| Elle印度       | 2022年十大最時尚的K-POP音樂錄影帶     | 1      | [ 37 ] |
| Hypebae        | 2022年最佳K-POP歌曲與音樂錄影帶       | 不適用 | [ 38 ] |
| Mashable       | 2022年14個最佳與最具影響力的K-POP表演 | 不適用 | [ 39 ] |
| 滾石           | 2022年最佳百大歌曲                    | 35     | [ 35 ] |
| 韩国先驱报     | 2022年K-POP精華                       | 1      | [ 40 ] |
| 國家報         | 2022年最佳K-POP歌曲                   | 不適用 | [ 41 ] |
| 印度每日电讯报 | 年度20大熱門K-POP歌曲                 | 2      | [ 42 ] |
| Time Out       | 2022年最佳22首歌曲                    | 5      | [ 43 ] |

## 商業表現
〈Pink Venom〉以2.121億次流媒體播放和36,000次下載量首次登上 《告示牌》全球二百大單曲榜榜首，成為BLACKPINK首次登上排行榜第一名，並在排行榜歷史上成為全球第二大每周流媒體播放總量。這首歌還在《告示牌》美國除外全球單曲榜中排名第一。在美國以1.981億流媒和27,000次下載在美國以外銷售，這首歌成為BLACKPINK繼〈Lovesick Girls〉之後的第二首獲得該成績的歌曲。憑藉這一點，BLACKPINK成為繼防彈少年團與小賈斯汀之後第三個在排行榜上獲得多項冠軍的藝人。这首歌连续第二周在两个排行榜上名列前茅，全球播放量为1.084亿次，下载量为7,000次，美国以外的播放量为9950万次，下载量为5,000次。
在韓國，〈Pink Venom〉空降Circle數字榜第22名，一周後，於2022年8月21日至27日排行榜爬升至第二名，使BLACKPINK擁有第七個排名前二的热门歌曲 ；在日本，這首歌於7月19日在Oricon每日數字單曲上排名第四。這首歌在8月15日至21日期間累積共計3,236次下載，在每週數字單曲榜上首次亮相第16位，並累積了3,068,603次串流，成為日本該週第29位最流行的歌曲。在澳大利亞，這首歌在澳大利亚唱片业协会單曲榜上於8月29日排名第一，使BLACKPINK成為第一個登上排行榜榜首的韓國流行音樂團體，也是自PSY憑藉〈江南Style〉以來首位登上榜首的韓國藝人。〈Pink Venom〉以第22名進入美國《告示牌》百大熱門榜，成為BLACKPINK在該榜單最高的成績，歌曲是該周數字專輯銷售排名第三與流媒體歌曲排名第九的歌曲。這首歌也首次在加拿大百大單曲榜上排名第四，在加拿大數字歌曲銷售榜上排名第二，成為BLACKPINK在該國的第一首熱門歌曲。
〈Pink Venom〉以790萬次播放在Spotify每日全球热门歌曲排行榜登上冠軍，成為第一首女团歌曲，以及第一首韓語歌曲登上此紀錄，也是在2022年由K-POP創下新紀錄外，迄今為止十年內由女歌手創造出其最高紀錄；發行後第二、三天仍在第一名位置，標記BLACKPINK寫下首個K-POP多天冠軍紀錄；在韓國，該單曲發行後在Melon、Genie等主要實時排行榜登上一位，在Melon每日排行榜更是登上第2名，成為在2022年由女歌手創下的新紀錄，另外在8月14-20日Circle數字榜，在僅剩不到兩天的周次中擠上第22名；〈Pink Venom〉在中國大陸取得商業性成功，橫掃該國最大音樂平台QQ音樂多個排行榜。

## 音樂錄影帶

BLACKPINK於隧道內圍繞著伴舞者與汽車

2022年8月17日發布了24秒的〈Pink Venom〉音樂錄影帶預告片，隨後於8月19日發布了音樂錄影帶，均在BLACKPINK的官方YouTube頻道上發布。同一天晚些時候發布了一段拍攝的幕後視頻。音樂錄影帶在短短3小時內達到2000萬次觀看、24小時內達到9040萬次觀看、29小時內達到1億次觀看，超過BLACKPINK的〈How You Like That〉2020年單日觀看次數最多的女性藝人視頻及音樂錄影帶最快達成1億次播放量的女性藝術家記錄。它還獲得在Youtube上2022年發佈後24小時內觀看次數最多的網絡影片第一名及歷來發佈後24小時內觀看次數最多的網絡影片第三名。
在音樂錄影帶的開頭，Jisoo穿著現代風格的韓服，在韓國樂器玄琴上彈奏出一段旋律，周圍是一排跪著的戴著VR耳機並高呼「BLACKPINK」的黑頭巾人物。然後，Jennie走在舖在一輛怪物卡車前的紅地毯上，她穿著純粹的血紅色禮服和黑色高跟鞋。Lisa從樹上摘下一個黑蘋果並吃掉了蘋果，而穿著乳膠迷你裙的Rosé從水體中取出一顆黑色的心。Lisa和Jennie一起饒舌，其中Lisa穿著短款籃球衫和牛仔工作服，頭戴漁夫帽，穿著街頭風格，Jennie穿著短款曼聯球衣，搭配珍珠項鍊和項鍊。在她們的歌詞中，Jisoo被描繪成了一個吸血鬼，而Rosé在一個點燃的洞穴中彈奏著電吉他。在合唱中，團體成員在不同的環境中一起表演舞蹈，包括肆虐的沙塵暴和叢林。

## 宣傳與演出
8月17日，YG娛樂透過官方SNS上傳了「Light Up The Pink」的海報。為紀念BLACKPINK回歸，用粉色照明讓世界各國的地標發光的活動。8月18日下午8時，從韓國的N首爾塔開始，日本的東京鐵塔、美國紐約的布魯克林大橋、洛杉磯聖莫尼卡的摩天輪、中國上海的白玉蘭廣場和泰國曼谷的中央世界購物商場將亮起粉紅色燈。BLACKPINK也將會在韓國時間8月28日於人氣歌謠 (SBS)打歌另外於同日美東時間於2022年MTV音乐录影带大奖首次表演此歌曲，為BLACKPINK首次也是南韓女子團體首位進軍VMA出演的韓國女團。《告示牌》為此評為第二佳頒獎典禮表演。

## 獎項
| 年份 | 頒獎機構              | 獎項                        | 結果 | 來源   |
| ---- | --------------------- | --------------------------- | ---- | ------ |
| 2022 | MAMA大獎              | 最佳音樂錄影帶              | 獲獎 | [ 67 ] |
| 2022 | MAMA大獎              | 最佳舞蹈表演 - 女團         | 提名 | [ 68 ] |
| 2022 | MAMA大獎              | 年度歌曲                    | 提名 | [ 68 ] |
| 2022 | MTV歐洲音樂大獎       | 最佳影片                    | 提名 | [ 69 ] |
| 2022 | MTV日本音樂錄影帶大獎 | 最佳團體音樂錄影帶 - 國際類 | 獲獎 | [ 70 ] |
| 2022 | MTV日本音樂錄影帶大獎 | 年度最佳音樂錄影帶          | 提名 | [ 71 ] |
| 2022 | NRJ音樂獎             | 年度MV                      | 提名 | [ 72 ] |
| 2022 | 全美民選獎            | 2022年度音樂錄影帶          | 提名 | [ 73 ] |
| 2023 | Circle Chart音樂獎    | 年度歌曲 – 8月              | 獲獎 | [ 74 ] |
| 2023 | 金唱片獎              | 最佳數位歌曲（本賞）        | 提名 | [ 75 ] |
| 2023 | iHeartRadio音樂獎     | 最佳音樂錄影帶              | 提名 | [ 76 ] |
| 2023 | iHeartRadio音樂獎     | Favorite Use of a Sample    | 提名 | [ 76 ] |

| 節目名稱      | 日期          | 參考   |
| ------------- | ------------- | ------ |
| Show Champion | 2022年8月24日 | [ 77 ] |
| M Countdown   | 2022年8月25日 | [ 78 ] |
| M Countdown   | 2022年9月1日  | [ 79 ] |
| M Countdown   | 2022年9月8日  | [ 80 ] |
| 人氣歌謠      | 2022年9月4日  | [ 81 ] |
| 人氣歌謠      | 2022年9月18日 | [ 82 ] |
| 人氣歌謠      | 2022年9月25日 | [ 83 ] |

| 獎項       | 日期     | 參考   |
| ---------- | -------- | ------ |
| 每周人氣獎 | 8月第4周 | [ 84 ] |
| 每周人氣獎 | 9月第1周 | [ 85 ] |
| 每周人氣獎 | 9月第3周 | [ 86 ] |

## 榜單表現
| 排行榜（2022年）                           | 最高排名 |
| ------------------------------------------ | -------- |
| 阿根廷（Argentina Hot 100）                | 32       |
| 澳大利亞（ARIA）                           | 1        |
| 奥地利（Ö3四十强单曲榜）                   | 28       |
| 巴西（《告示牌》）                         | 18       |
| 加拿大（Canadian Hot 100）                 | 4        |
| 克羅埃西亞（《告示牌》）                   | 10       |
| 捷克（百強數位單曲榜）                     | 51       |
| 芬蘭（芬兰官方电台榜）                     | 54       |
| 法國（SNEP）                               | 44       |
| 德国（德國官方單曲榜）                     | 32       |
| 全球（Billboard Global 200）               | 1        |
| 希臘（IFPI國際排行榜）                     | 9        |
| 香港（《告示牌》）                         | 1        |
| 匈牙利（四十強單曲榜）                     | 5        |
| 印度（IMI）                                | 1        |
| 印度（《告示牌》）                         | 1        |
| 印度尼西亞（《告示牌》）                   | 1        |
| 愛爾蘭（愛爾蘭唱片音樂協會单曲榜）         | 23       |
| 義大利（FIMI）                             | 94       |
| 日本（Japan Hot 100）                      | 10       |
| 日本（Oricon單曲合算榜）                   | 16       |
| 立陶宛（AGATA）                            | 11       |
| 盧森堡（《告示牌》）                       | 20       |
| 馬來西亞（《告示牌》）                     | 1        |
| 墨西哥（《告示牌》）                       | 21       |
| 荷蘭（Single Tip）                         | 2        |
| 紐西蘭（RMNZ）                             | 9        |
| 菲律賓（《告示牌》）                       | 1        |
| 祕魯（《告示牌》）                         | 13       |
| 葡萄牙（葡萄牙唱片業協會单曲榜）           | 26       |
| 羅馬尼亞（《告示牌》）                     | 16       |
| 新加坡（RIAS）                             | 1        |
| 新加坡（《告示牌》）                       | 1        |
| 斯洛伐克（Singles Digitál Top 100）        | 20       |
| 南非（RISA）                               | 38       |
| 韓國（Circle）                             | 2        |
| 韓國（《告示牌》）                         | 1        |
| 西班牙（PROMUSICAE）                       | 75       |
| 瑞典（瑞典每周热歌榜）                     | 1        |
| 瑞士（瑞士热门音乐榜）                     | 41       |
| 台灣（《告示牌》）                         | 1        |
| 土耳其（《告示牌》）                       | 11       |
| 英國（官方榜单公司單曲榜）                 | 22       |
| 美国（《告示牌》百大單曲榜）               | 22       |
| 美國（《告示牌》Pop Airplay）              | 32       |
| 美國（《告示牌》World Digital Song Sales） | 1        |
| 越南（Vietnam Hot 100）                    | 1        |

| 排行榜（2022年） | 最高排名 |
| ---------------- | -------- |
| 韓國（Circle）   | 3        |

| 排行榜（2022年）             | 排名 |
| ---------------------------- | ---- |
| 全球（Billboard Global 200） | 94   |
| 韓國（Circle）               | 41   |
| 越南（Vietnam Hot 100）      | 9    |

## 發行歷史
| 地區 | 认证 | 认证单位/销量 |
| ---- | ---- | ------------- |
| 中國 | —    | 1,435,542     |
| 全球 | —    | 46,000        |
| 美國 | —    | 11,000        |
| 日本 | —    | 7,400         |

| 發行地區 | 發行日期      | 發行形式          | 廠牌              | 來源    |
| -------- | ------------- | ----------------- | ----------------- | ------- |
| 全球     | 2022年8月19日 | 數位音樂下載 串流 | YG娛樂 新視鏡唱片 | [ 6 ]   |
| 義大利   | 2022年8月26日 | 當代流行電台      | 環球              | [ 141 ] |
| 美國     | 2022年8月30日 | 當代流行電台      | YG娛樂 新視鏡唱片 | [ 142 ] |